# Phytobia vanduzeei
Phytobia vanduzeei este o specie de muște din genul Phytobia, familia Agromyzidae, descrisă de Spencer în anul 1981. Conform Catalogue of Life specia Phytobia vanduzeei nu are subspecii cunoscute.